# Dusona flinti
Dusona flinti är en stekelart som beskrevs av Gupta 1977. Dusona flinti ingår i släktet Dusona och familjen brokparasitsteklar. Inga underarter finns listade i Catalogue of Life.